# Briceni (Dondușeni)
Briceni è un comune della Moldavia situato nel distretto di Dondușeni di 897 abitanti al censimento del 2004